# Elecciones generales de las Islas Feroe de 1980
Elecciones generales tuvieron lugar en las Islas Feroe el 8 de noviembre de 1980. El Partido Unionista se convirtió en el partido mayoritario en el Løgting, obteniendo 8 de los 32 escaños.

## Resultados
| Partido                        | Votos  | %    | Escaños | +/– |
| ------------------------------ | ------ | ---- | ------- | --- |
| Partido Unionista              | 5 558  | 23,9 | 8       | 0   |
| Partido de la Igualdad         | 5 043  | 21,7 | 7       | –1  |
| República                      | 4 415  | 19,0 | 6       | 0   |
| Partido Popular                | 4 399  | 18,9 | 6       | 0   |
| Partido del Autogobierno       | 1 953  | 8,4  | 3       | +1  |
| Partido de Progreso y de Pesca | 1 905  | 8,2  | 2       | 0   |
| Total                          | 23 273 | 100  | 32      | 0   |
| Fuente: Election Passport      |        |      |         |     |